# 友聯銀行
友聯銀行有限公司（前上市編號：港交所：349，Union Bank of Hong Kong）創辦於1964年11月，由温仁才在張仲增，黃村生和陳金德等協助下創立，成立時資本僅五百萬港元，1973年將銀行上巿，1977年更在中環興建總行大廈，80年代初資產已逾廿幾億及擁有12間分行。
海外信託銀行發生問題後，友聯銀行也受到市場的不利傳聞影響，存款大量流失，從1984年底的21億元激減至被接管前的7億元，流動資金嚴重短缺。1985年9月，該行董事會主席兼總經理溫仁才（Oen Jien Tjhoy，1919年－1990年）稱病離港赴美，其後又有6名董事先後辭職，形成群龍無首的局面，加深了銀行危機。
1986年3月27日，香港政府宣佈“行政接管”友聯銀行，即由政府委任怡富接管友聯銀行的管理權，並以外匯基金向該行提供商業性備用信貸。同年6月，由中資招商局和美資兆亞國際合組的新思想有限公司（招商局佔68%股權）以每股0.3元收購友聯銀行主席溫仁才及其有關人士所持4,648.3萬友聯銀行股份。經注資及發行股份後，新思想控制友聯銀行増大資本後發行股本的61.3%。
2000年4月19日，中國工商銀行與招商局達成協議，工行以18.05億港元收購招商局持有的2.39億友聯銀行股份，約佔53%。8月21日，友聯銀行易名為中國工商銀行（亞洲），其後2010年7月28日，成功在特別股東大會私有化；而接近聖誕節平安夜，已撤銷上市。

## 外部連結
- 招商局拯救香港友聯銀行Archive.today的存檔，存档日期2010-11-04